# Simone Lee-Wank

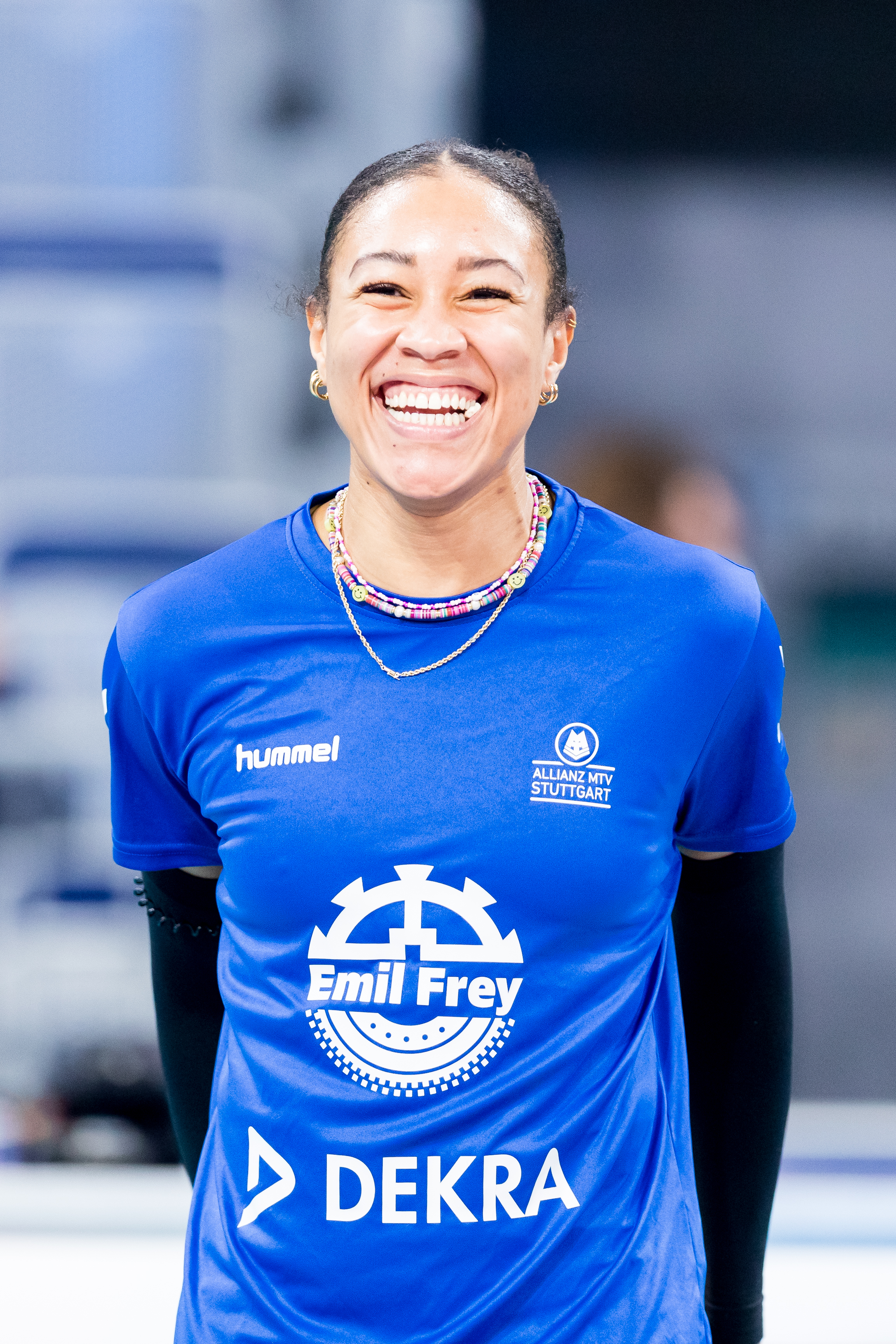
Simone Lee zawodniczką Allianzu MTV Stuttgart

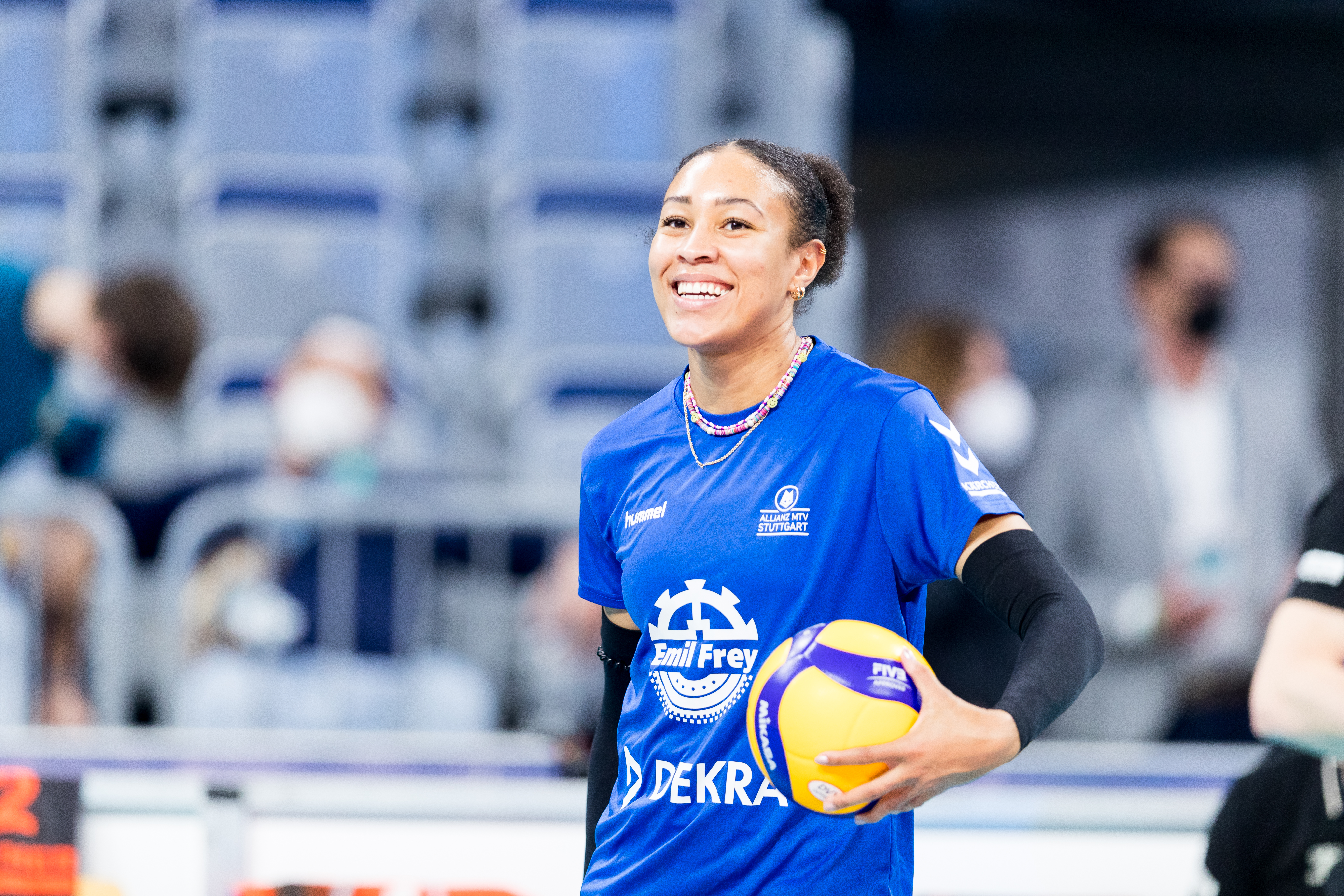
Simone Lee zawodniczką Allianzu MTV Stuttgart

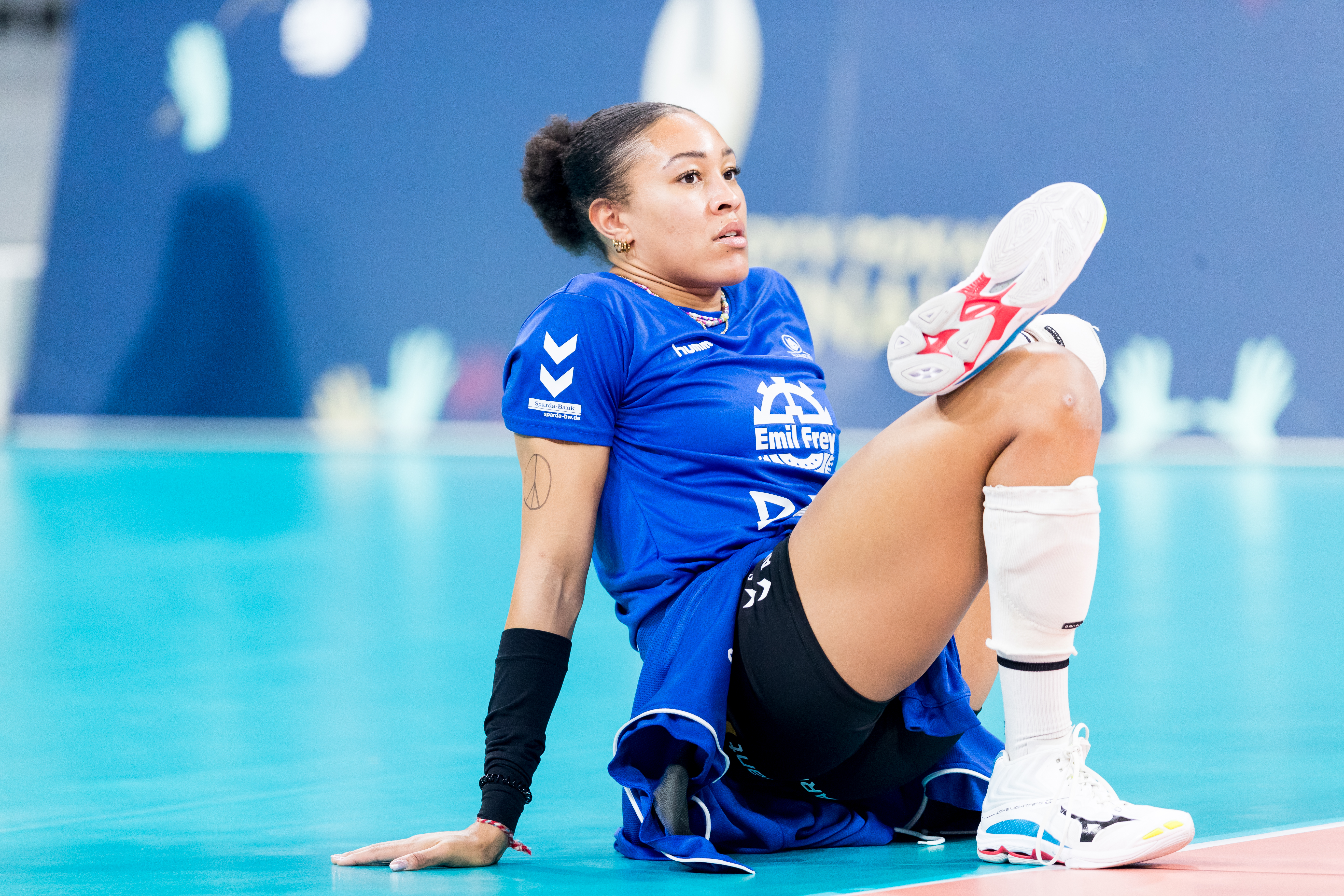
Simone Lee zawodniczką Allianzu MTV Stuttgart

Simone Alexandra Lee-Wank (ur. 7 października 1996 w Milwaukee) – amerykańska siatkarka, grająca na pozycji przyjmującej.
Na początku lipca 2024 roku poślubiła niemieckiego koszykarza Lukasa Wanka. Oboje się poznali, gdy Simone grała w latach 2021-2023 w niemieckiej drużynie Allianz MTV Stuttgart, a Lukas w Skyliners Frankfurt. Ceremonia ślubna była w niemieckim mieście Altenburg.

## Przebieg kariery
| Sezon         | W klubie                | Klub                                   |
| ------------- | ----------------------- | -------------------------------------- |
| 2014/2015     |                         | Penn State Nittany Lions               |
| 2015/2016     |                         | Penn State Nittany Lions               |
| 2016/2017     |                         | Penn State Nittany Lions               |
| 2017/2018     |                         | Penn State Nittany Lions               |
| od 23.12.2017 | Imoco Volley Conegliano |                                        |
| 2018/2019     |                         | Beylikdüzü Voleybol İhtisas SK         |
| 2019/2020     | Kurobe AquaFairies      |                                        |
| 2019/2020     | od 15.01.2020           | Allianz MTV Stuttgart                  |
| 2020/2021     |                         | Kurobe AquaFairies                     |
| 2021/2022     | Allianz MTV Stuttgart   |                                        |
| 2022/2023     | Allianz MTV Stuttgart   |                                        |
| 2023/2024     | do 26.11.2023           | Sarıyer Belediyesi SK                  |
| 2023/2024     | od 29.11.2023           | Trasporti Pesanti Casalmaggiore        |
| 2024/2025     |                         | Megabox Ondulati Del Savio Vallefoglia |
| 2025/2026     | Sesc-RJ/Flamengo        |                                        |

## Sukcesy klubowe
Mistrzostwa NCAA:
- 2014

Liga Mistrzyń:
- 2018

Mistrzostwo Włoch:
- 2018

Puchar Niemiec:
- 2022[9]

Puchar CEV:
- 2022[10]

Mistrzostwo Niemiec:
- 2022[11], 2023[12]

## Sukcesy reprezentacyjne
Mistrzostwa Ameryki Północnej, Środkowej i Karaibów Kadetek:
- 2012

Mistrzostwa Świata Kadetek:
- 2013

Puchar Panamerykański:
- 2018
- 2023[13]

## Nagrody indywidualne
- 2022: MVP Pucharu Niemiec
- 2023: Najlepsza przyjmująca Pucharu Panamerykańskiego[14]